# Tompkins Square Park
El Tompkins Square Park és un gran parc de 4 hectàrees de l'East Side de Manhattan a New York, situat a l'est de l'East Village al cor d'Alphabet City del qual és el veritable pulmó i símbol identitari.

## Història
Dissenyat cap a 1850, i esdevingut parc públic cap a 1870, deu el seu nom a l'antic governador de New York, Daniel D. Tompkins, vicepresident dels Estats Units sota la presidència de James Monroe. Ha estat el cèlebre lloc d'aixecaments socials el 13 de gener de 1874 degut a l'atur i la pobresa. És considerat igualment com la guarderia de la discussió contra la Guerra del Vietnam als anys 1960, degut a la població jove i hippy de l'East Village. Als anys 1980, Tompkins Square Park ha esdevingut per als novaiorquesos sinònim de misèria social i d'inseguretat, amb una població important de rodamons, toxicòmans i l'existència de tràfics de tota mena. L'agost de 1988, en resposta a una decisió de la policia d'evacuar el parc la població de sense-sostres, i d'instaurar un toc de queda, van esclatar nous aldarulls violents la nit del 6 al 7 d'agost. Van ser difícilment reprimits per la policia.

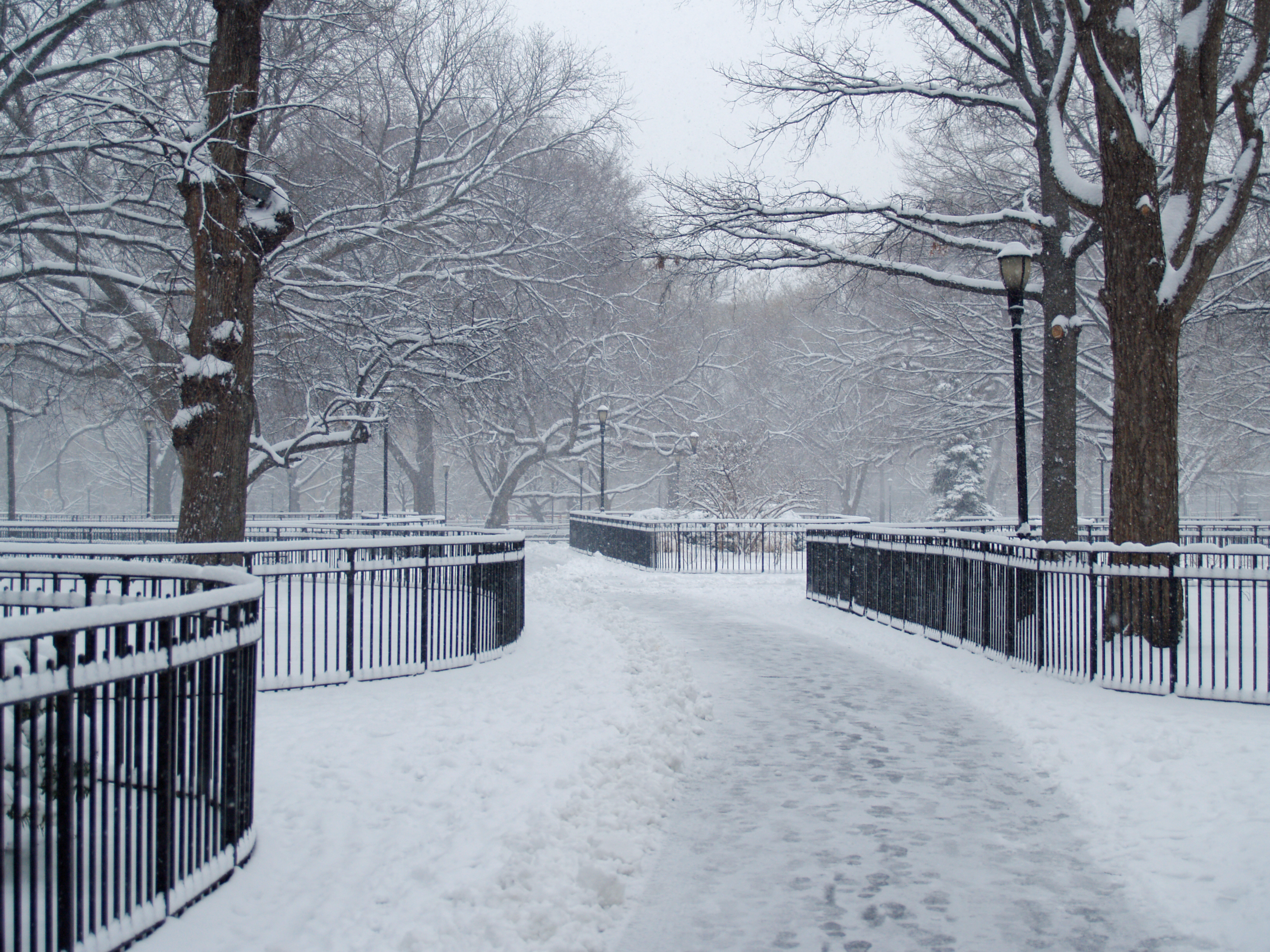
Nevada del febrer de 2008.

Amb el canvi de població als anys 1990, el barri en el seu conjunt s'ha modificat profundament. Una nova població jove, artistes, o de famílies de les classes mitjanes s'han instal·lat a l'East Village. El parc ha tornat des d'aleshores a ser un indret del tot tranquil i completament segur a tota hora, on es barregen diferents classes socials i ètniques en tota harmonia.

## Activitats
- El parc és cèlebre a New York pels seus faigs majestuosos, i els seus espais reservats als gossos.
- Tots els cap de setmana s'hi desenvolupen nombroses activitats de barris (petits concerts improvisats, espectacles, démo de skate i roller...)
- El parc, al llarg de l'Avinguda A és l'emplaçament d'un petit mercat biològic tots els dissabtes.
- Tots els anys a l'estiu té lloc al parc el Charlie Parker Jazz Festival.
- El parc és un lloc important per a una comunitat Hare Krishna.